# Adetus curtulus
Adetus curtulus är en skalbaggsart som beskrevs av Bates 1885. Adetus curtulus ingår i släktet Adetus och familjen långhorningar.
Artens utbredningsområde är:
- Honduras.
- Panama.

Inga underarter finns listade i Catalogue of Life.